# 2024年7月中國大陸

## 7月2日
- 新京報記者曝光彙福糧油集團食品油和其他物質的油罐車混運事件，成為全國關注的食品安全事件[1]。

## 7月5日
- 湖南省岳陽市華容縣團洲垸洞庭湖一線因連續強降雨發生堤防決堤事件，7月8日完成封堵[2][3]。

## 7月15日
- 中共二十屆三中全會在北京召開，中共中央總書記習近平代表中共中央政治局向全會作工作報告，並就《中共中央關於進一步全面深化改革、推進中國式現代化的決定》向全會作說明[4]。

## 7月28日
- 2018届清华大学毕业生、苏州工业园区商务局科员马翔宇，实名举报苏州工业园区商务局局长祝欢在政府采购中围标串标、虚设项目套取资金，向省委巡视组提供虚假材料，同时还涉嫌学历造假[5][6]。